# Elymnias melantho
Elymnias melantho är en fjärilsart som beskrevs av Wallace 1869. Elymnias melantho ingår i släktet Elymnias och familjen praktfjärilar. Inga underarter finns listade i Catalogue of Life.